# История на отживялото живуркане
„История на отживялото живуркане“ е сатиричен спектакъл в две части на телевизионния театър на Българската телевизия, създаден през 1979 г. Режисьор е Иля Велчев. Той е и автор на телевизионната адаптация по романа на Михаил Салтиков-Щедрин „Съвременна идилия“ и пиесата на Сергей Михалков „Балалйкин и КО“. Автор е на стиховете на песните.
Оператор е Аспарух Язаджиев. Художник е Любомир Йорданов. Художник на костюмите е Дора Николова Биттао. Автор на музиката е Атанас Косев.

## Сюжет
Царска Русия. Сюжет от 19 век, със съвременни алюзии за мижитурстването на двама приятели интелигенти и либерали, Разказвача и Глумов, сред купчина жалки, алчни и кариеристични персонажи. Изплашени от полицейските проверки за благонадеждност, двамата се отказват от революционните си възгледи. Решават да заживуркат така, че да се харесват на властта в лицето на полицейския началник Иван Тимофеевич и агента Кшепшицюлский, който следи за интелигенцията в квартала им. Отдават се на ядене, пиене и игра на карти. Като им омръзне, посещават женички. Постепенно се превръщат в две идеално благонамерени животни. В старанието си да бъдат забравени революционните им възгледи от миналото и да докажат своята преданост към властта, Разказвача и Глумов предлагат на Иван Тимофеевич проект за контрол над интелигенцията и гражданите. Всяка квартира да има по два ключа – единият за собственика, другият за полицейското управление. И когато се налага да бъде проверена благопристойността на гражданина, през нощта полицейските агенти да влязат в квартирата му, да видят с очите си как той спокойно и благонамерено спи до жена си и да си тръгнат удовлетворени. Получават задача от Иван Тимофеевич да намерят фиктивен жених за младата особа Файнушка, държанка на богатия търговец Парамонов. С техния стар приятел Пречистения, бивш пианист в публичен дом, сега редактор и критик в столичен вестник, решават, че адвокатът за всякакви нужди, Балалайкин, е идеалния кандидат. Глумов и Разказвача се влюбват във Файнушка. Тя изгонва фаворита си, странстващия пълководец Редедя. Поканва Глумов в квартирата си. Той взима преднина пред Разказвача в старанията да живурка. Това скарва неразделните приятели.

## Роли и Актьорски състав
- Разказвача – Юрий Ангелов
- Глумов – Константин Цанев
- Иван Тимофеевич – Венелин Пехливанов
- Кшепсицюлский – Кирил Кавадарков
- Търговецът първа гилдия Парамонов – Петър Слабаков
- Деловодителят на Иван Тимофеевич – Ириней Константинов
- Пречистения – Георги Парцалев
- Файнушка, държанката на Парамонов – Мария Каварджикова
- Пълководецът Полкан Самсонич Редедя – Георги Мамалев
- Адвокатът Балалайкин – Георги Ставрев
- Пазачът в Музея на отживелиците – Владимир Парисов
- Пожарникарят Малодкин – Георги Джубрилов
- Полина, запазената дъщеря на Иван Тимофеевич – Кина Мутафова
- Младеж елитен – Тодор Георгиев
- Цигуларят и музикантите - Чинчири и неговият цигански оркестър

## Цитати
Светла Бенева - театровед
"История на отживялото живуркане? Не. Приемам го като история на неотживялото живуркане. Колкото по-широко се разтварят дверите на този подчертано дигизиран паноптикум, толкова по-съвременни асоциации и аналогии предизвикват действията, разсъжденията и постъпките на героите, които го населяват. Това подсказва определена позиция на мислене, активно социално отношение, търсеща творческа амбиция. Подтекстът на показаното представление - несъгласие с „обломовщината“, с пасивността на човешката личност, със склонността ѝ към приспособенчество повече, отколкото към непримиримост. Духът на творчеството, на откритията, на рисковете, това е желаната цел, това е идеята на представлението, една перспектива, която отрича показаните герои, която служи на нашето прогресивно развитие.
Като съм респектирана от присъствието на известни наши актьори, отдавам предпочитанието си на младите изпълнители, радвам се на доверието на режисьора към тях. Мисля, че те в голяма степен ще оставят траен спомен за възможностите си. Към постиженията на Константин Цанев, Ириней Константинов, Мария Каварджикова, Георги Мамалев, с особена властност се налага изпълнението на Юрий Ангелов. За първи път виждам актьора толкова потънал в ролята, с дълбоко разкриване на образа, което постепенно прераства в язвителна ирония към себе си и към другите. Да се отдадеш така на една роля е качество, което надхвърля дарбата."